# 澳門國際貿易投資展覽會

澳門國際貿易投資展覽會（MIF）品牌標誌

澳門國際貿易投資展覽會（葡萄牙語：Feira Internacional de Macau，葡萄牙文及英文簡稱都是MIF）是澳門舉行的綜合性商業貿易的一個展覽會，由澳門貿易投資促進局主辦。展覽會初辦於1996年，一般在每年10月下旬舉行。2005年，澳門國際貿易投資展覽會在第72屆國際展覽業協會（UFI）會員大會獲通過成為UFI認證展會，成為中國第二個通過UFI認證的投資促進類展會，確立了此投資展覽會在國際間的地位與作用。

## 宗旨

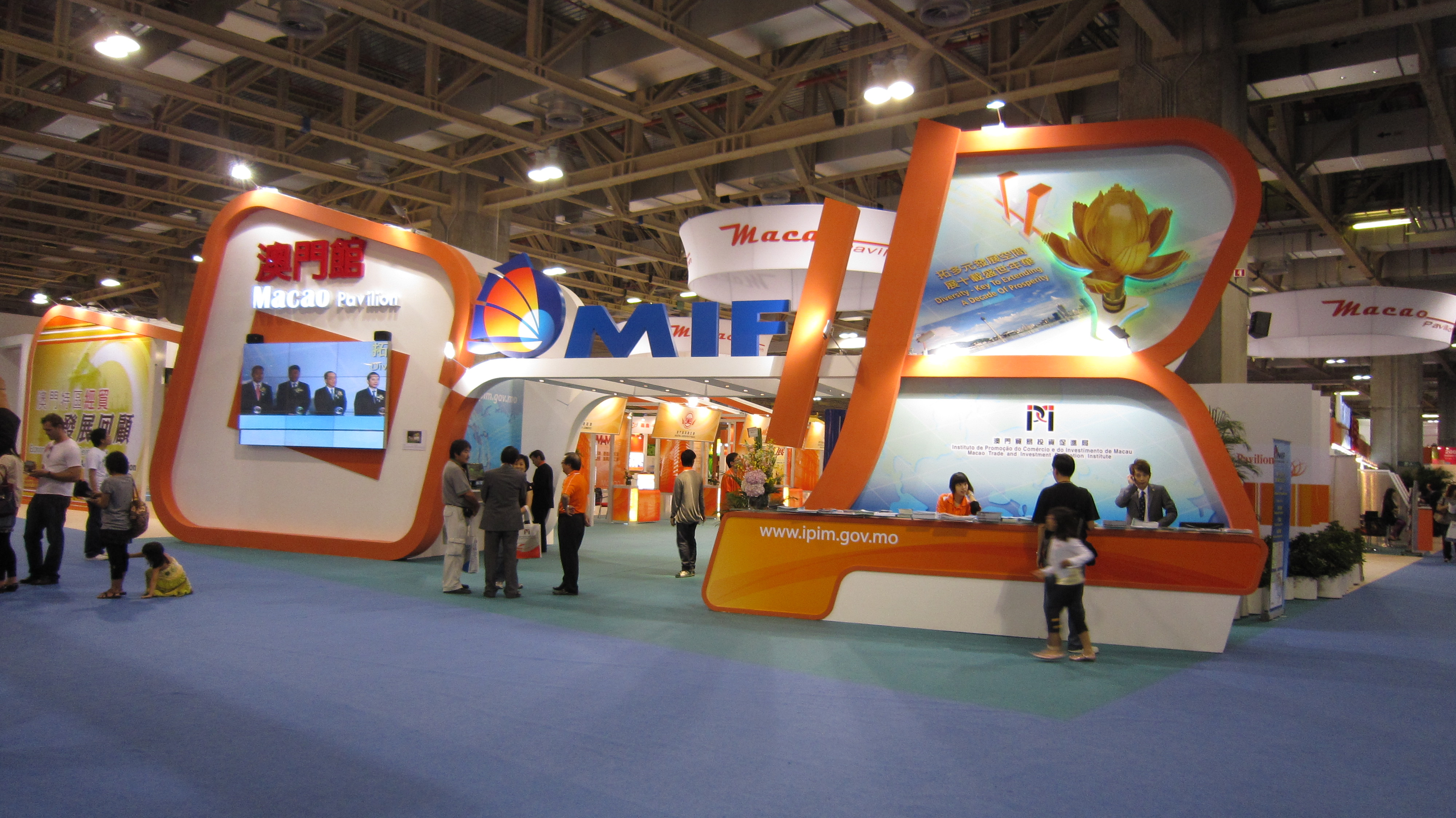
第14屆澳門國際貿易投資展覽會的澳門館

澳門國際貿易投資展覽會是以推動澳門本地企業產品、推廣投資環境及強化澳門的橋樑角色為宗旨。一方便為客商創造良好交易環境，也為海外企業資本及技術引進澳門與內地之窗口。自1999年澳門回歸以來，澳門更致力打造為中國與葡語國家、廣東省西部與國際市場、及大中華地區與海外華商的經貿服務平台。隨《內地與澳門關於建立更緊密經貿關係的安排》（CEPA）於2003年10月17日的簽訂，展覽會更強調澳門的葡萄牙背景和與中國的經濟互補特性。

## 活動內容

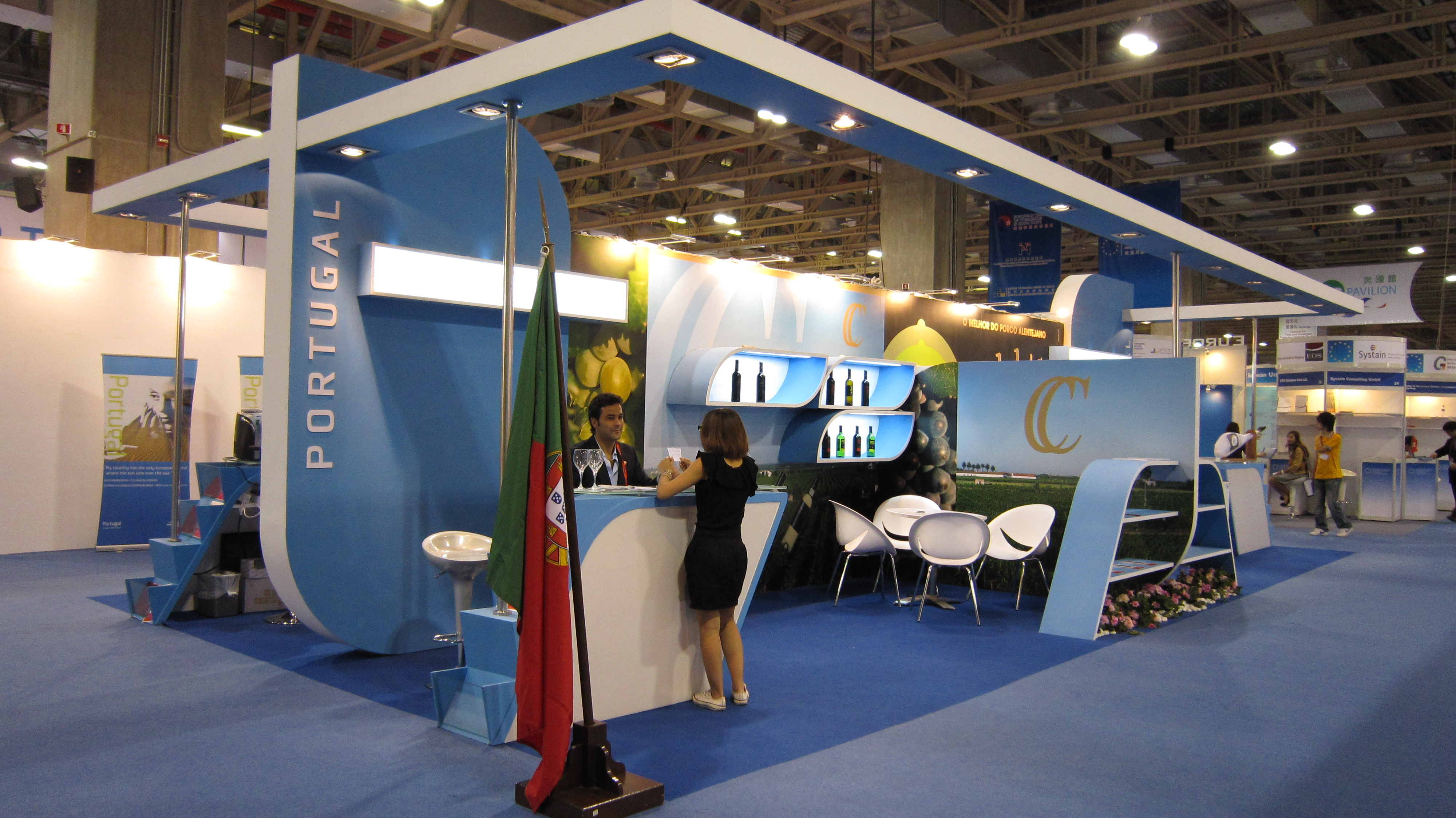
自首屆中葡經貿合作論壇後，展覽會均設有葡語國家展區；圖為第14屆展覽會上的葡萄牙館

展覽會的活動年年不大相同，但主要都是包括推介會、資訊活動、營商及商機對接的活動、產品推廣介紹以及論壇。2006年舉行的第十一屆澳門國際貿易投資展覽會結合中國-葡語國家經貿合作論壇，突顯澳門與葡語國家的經貿合作角色。投資展覽會也著重支持澳門本地的中小企，因為中小企是澳門經濟結構內的重要組成部份，故在展覽會其間也會舉行「中小企國際商機日」，以促進澳門中小企業拓展海外商機。2008年的第十三屆澳門國際貿易投資展覽會，更首次設「特許經營展區」及「特許經營合作會議」推廣中國內地、美國、香港等地的特許經營品牌，讓與會者了解加盟條件和引進不同的品牌授權模式。2010年第十五屆，以文化產業為重點，而北京更首次派代表參展。2020年開始到今年連續二年與澳門國際貿易投資展覽會（MIF）及葡語國家產品及服務展（澳門）（PLPEX）首次三展同期舉行，希望從中發揮協同效應，同時可提升專業品牌形象。

## 歷屆展覽會
展覽會初辦時僅有150名澳門本地廠商參展，現已發展為吸引了國際不同商貿機構、團體參展的國際性展覽會。
| 屆數                              | 舉辦日期             | 舉辦場地                                       | 主題                                  | 展位數目（個） | 備注                                                       |
| --------------------------------- | -------------------- | ---------------------------------------------- | ------------------------------------- | -------------- | ---------------------------------------------------------- |
| 第一屆                            | 1996年4月10日至14日  | 澳門綜藝館及旅遊活動中心                       | 往中國的門戶 越歐洲的橋樑             | 150            |                                                            |
| 第二屆                            | 1997年4月9日至13日   | 澳門綜藝館及旅遊活動中心                       |                                       | 200            |                                                            |
| 第三屆                            | 1998年4月1日至5日    | 澳門綜藝館及旅遊活動中心                       |                                       |                |                                                            |
| 第四屆                            | 1999年4月9日至13日   | 澳門綜藝館及旅遊活動中心                       | 230                                   |                |                                                            |
| 第五屆                            | 2000年10月20日至24日 | 澳門綜藝館及旅遊活動中心                       | 206                                   |                |                                                            |
| 第六屆 （页面存档备份，存于）     | 2001年10月24日至28日 | 澳門國際商貿城（現新口岸新填海區永利澳門地段） | 980                                   |                |                                                            |
| 第七屆 （页面存档备份，存于）     | 2002年10月24日至27日 | 澳門旅遊塔會展娛樂中心                         | 創建區域中小企 經貿合作平台           | 278            |                                                            |
| 第八屆 （页面存档备份，存于）     | 2003年10月23日至26日 | 澳門旅遊塔會展娛樂中心                         | 匯聚區域商機 展現澳門未來             | 270            |                                                            |
| 第九屆 （页面存档备份，存于）     | 2004年10月21日至24日 | 澳門旅遊塔會展娛樂中心                         | 把握CEPA機遇 開拓無限商機             | 332            |                                                            |
| 第十屆 （页面存档备份，存于）     | 2005年10月20日至23日 | 澳門旅遊塔會展娛樂中心                         | 促進地區合作 發展多元經濟             | 345            |                                                            |
| 第十一屆 （页面存档备份，存于）   | 2006年9月23日至26日  | 澳門旅遊塔會展娛樂中心                         | 促進跨地域經濟合作 迎接未來發展新機遇 | 326            |                                                            |
| 第十二屆 （页面存档备份，存于）   | 2007年10月18日至21日 | 澳門威尼斯人渡假村酒店 會議展覽中心            | 展現嶄新澳門 發揮平台優越             | 889            |                                                            |
| 第十三屆 （页面存档备份，存于）   | 2008年10月23日至26日 | 澳門威尼斯人渡假村酒店 會議展覽中心            | 發揮地區合作優勢 把握澳門發展商機     | 886            |                                                            |
| 第十四屆 （页面存档备份，存于）   | 2009年10月22日至25日 | 澳門威尼斯人渡假村酒店 會議展覽中心            | 拓多元發展空間，展十載盛世年華        | 1074           |                                                            |
| 第十五屆 （页面存档备份，存于）   | 2010年10月21日至24日 | 澳門威尼斯人渡假村酒店 會議展覽中心            | 促進合作，共創商機                    | 1400           |                                                            |
| 第十六屆 （页面存档备份，存于）   | 2011年10月22日至25日 | 澳門威尼斯人渡假村酒店 會議展覽中心            | 促進合作，共創商機                    |                |                                                            |
| 第十七屆 （页面存档备份，存于）   | 2012年10月18日至21日 | 澳門威尼斯人渡假村酒店 會議展覽中心            | 促進合作，共創商機                    |                |                                                            |
| 第十八屆 （页面存档备份，存于）   | 2013年10月17日至20日 | 澳門威尼斯人渡假村酒店 會議展覽中心            | 促進合作，共創商機                    |                |                                                            |
| 第十九屆 （页面存档备份，存于）   | 2014年10月23日至26日 | 澳門威尼斯人渡假村酒店 會議展覽中心            | 促進合作，共創商機                    |                |                                                            |
| 第二十屆 （页面存档备份，存于）   | 2015年10月22日至25日 | 澳門威尼斯人渡假村酒店 會議展覽中心            | 促進合作，共創商機                    | 1900           |                                                            |
| 第二十一屆 （页面存档备份，存于） | 2016年10月20日至22日 | 澳門威尼斯人渡假村酒店 會議展覽中心            | 促進合作，共創商機                    |                |                                                            |
| 第二十二屆 （页面存档备份，存于） | 2017年10月19日至21日 | 澳門威尼斯人渡假村酒店 會議展覽中心            | 促進合作，共創商機                    |                | PLPEX從會展中獨立成展並與同期舉行。                        |
| 第二十三屆 （页面存档备份，存于） | 2018年10月18日至20日 | 澳門威尼斯人渡假村酒店 會議展覽中心            | 促進合作，共創商機                    |                |                                                            |
| 第二十四屆 （页面存档备份，存于） | 2019年10月17日至19日 | 澳門威尼斯人渡假村酒店 會議展覽中心            | 促進合作，共創商機                    | 1500           |                                                            |
| 第二十五屆 （页面存档备份，存于） | 2020年10月22日至24日 | 澳門威尼斯人渡假村酒店 會議展覽中心            | 促進合作，共創商機                    | 1200           | 首次與PLPEX、MFE三展同期舉行                               |
| 第二十六屆 （页面存档备份，存于） | 2021年12月10日至12日 | 澳門威尼斯人渡假村酒店 會議展覽中心            | 促進合作，共創商機                    | 1200           | 首次因受疫請影響延至12月，見下文                           |
| 第二十七屆 （页面存档备份，存于） | 2022年10月20日至22日 | 澳門威尼斯人渡假村酒店 會議展覽中心            | 促進合作，共創商機                    | 1800           |                                                            |
| 第二十八屆 （页面存档备份，存于） | 2023年10月19日至22日 | 澳門威尼斯人渡假村酒店 會議展覽中心            | 機元深合 遇躍洽商                     | 2000           | 首次與C-PLPEX合作，並同MFE三展同場舉行，會展展期延長至四天 |
| 第二十九屆 （页面存档备份，存于） | 2024年10月16日至19日 | 澳門威尼斯人渡假村酒店 會議展覽中心            | 展現多元 引領產業先機                 | 2100           | 大會今年邀請深圳市成為MIF伙伴市                            |

## 相關事件

### 展覽首次延期
2021年，連續受2年COVID-19影響，因澳門出現多宗本地確診病例，加上廣東省對澳門實施嚴格入境限制和隔離措施，當局在該年10月2日宣佈澳門國際貿易投資展覽會，與同期進行的澳門國際品牌連鎖加盟展和葡語國家產品及服務展，將原定該年10月21至23日延期至12月10日至12日舉行。

## 外部連結
- 官方网站
- 澳門國際貿易投資展覽會的Facebook專頁